# 平取町
平取町（日语：／ Biratori chō */?）為位於北海道日高振興局西部、日高支廳西部山間的一個町。當地以農業、林業、畜牧業為主，特產為平取牛。町名源自阿伊努語的「pira-utur」，意思為山崖之間的地方。

## 歷史
- 1899年：平取外8村戶長役場從門別17村戶長役場中分割獨立設置，後更名為幌去村。[3]
- 1919年4月1日：右左府村戶長役場（現在的日高町）從幌去村分村。
- 1923年4月1日：平取村、荷菜摘村、紫雲古津村、荷菜村、二風谷村、荷負村、貫氣別村、長知內村、幌去村合併為平取村，並成為北海道二級村。[4]
- 1954年11月1日：改制為平取町。
- 1997年：二風谷水壩完成。

## 交通

### 鐵路
- 目前境內無鐵路通過。
- 過去曾有國鐵富內線，現已停駛。
- 1922年-1951年間曾有沙流鐵道。

### 道路
| - 一般國道 - 國道237號 主要道道 - 北海道道59號平取厚真線 - 北海道道71號平取靜內線 - 北海道道80號平取門別線 - 北海道道131號平取穗別線 | 道道 - 北海道道638號宿志別振內停車場線 - 北海道道797號貫氣別振內線 - 北海道道845號芽生貫氣別線 |

### 巴士
- 道南巴士

## 觀光景點

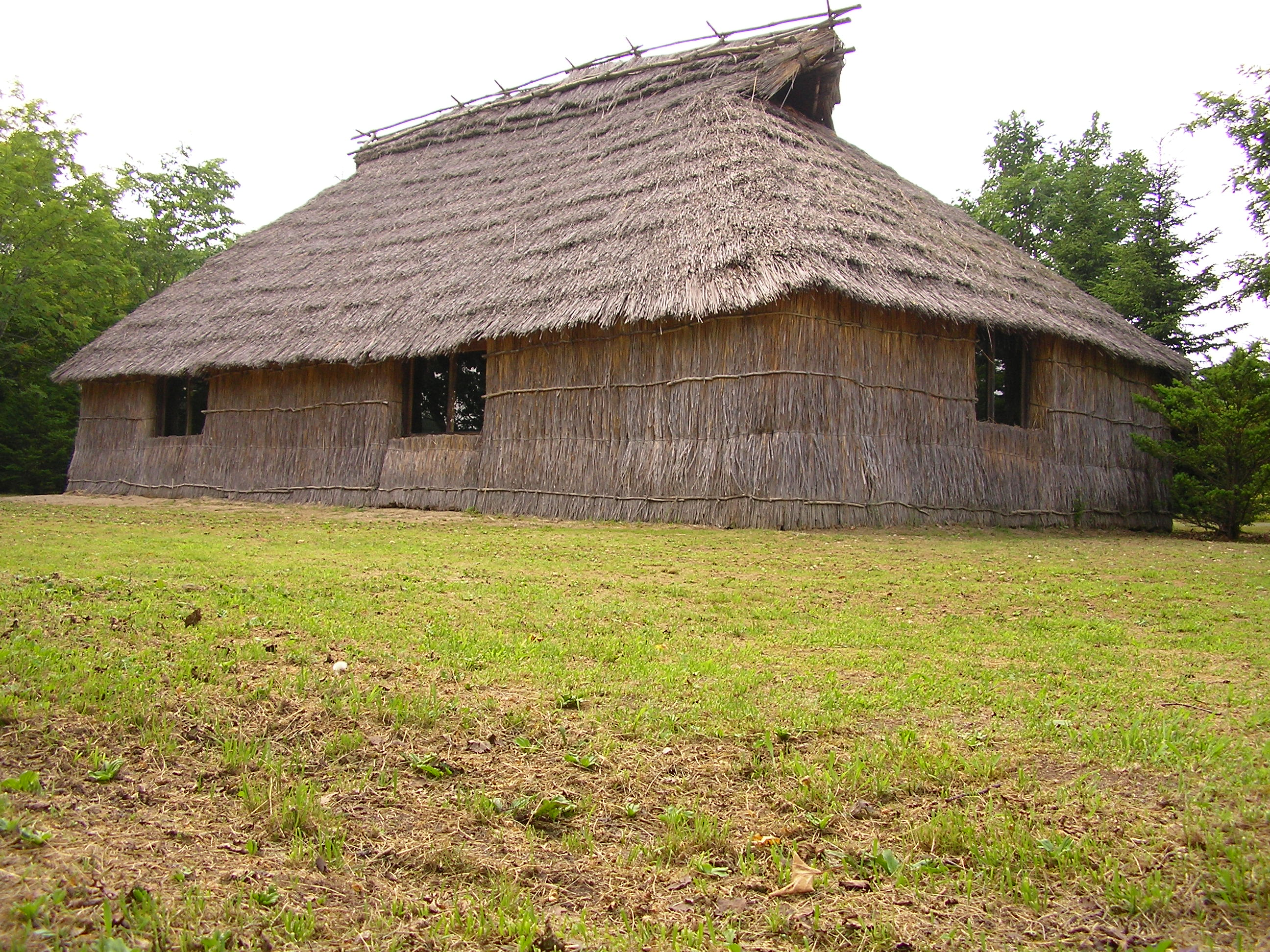
平取町立二風谷阿伊努文化博物館中重建的棲舍（阿伊努傳統民居）

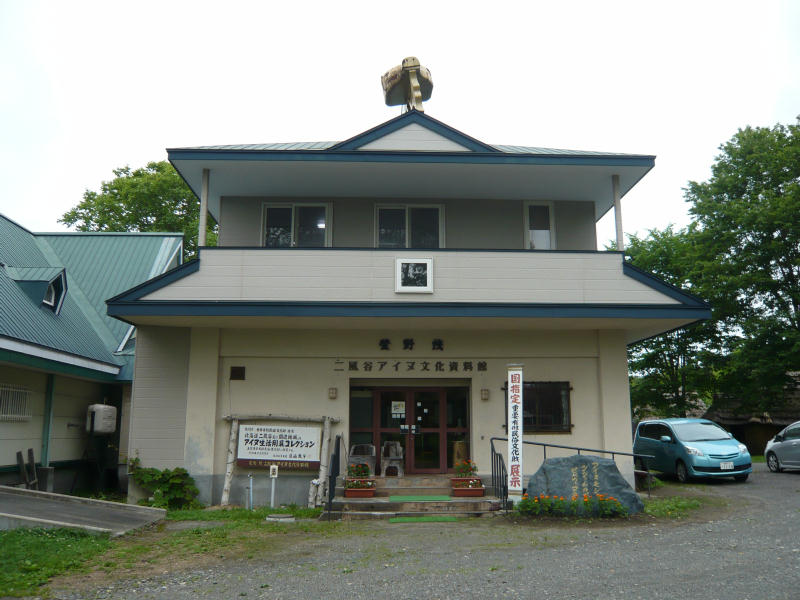
萱野茂二風谷阿伊努資料館

### 觀光
- 二風谷阿伊努文化博物館
- 萱野茂二風谷阿伊努資料館
- 二風谷Family Land
- 振內鐵道記念館
- 平取溫泉
- 芽生鈴蘭簇生地

### 文化遺產
- 北海道大學文學部二風谷研究室（原）（國登錄有形文化財）
- 北海道二風谷及周邊地區的阿伊努生活用具（國指定重要有形民俗文化財）（萱野茂二風谷阿伊努資料館藏）
- 阿伊努古式舞蹈（国指定重要無形民俗文化財）
- 沙流川流域的阿伊努傳統和近代開拓文化景觀（重要文化景觀）

### 祭典
- ：每年8月，為阿伊努族傳統活動
- 平取沙流川祭：每年9月

## 教育

### 大學設施
- 北海道大學附屬北方文化研究二風谷分室

### 高等學校
- 道立北海道平取高等學校 （页面存档备份，存于）

### 中學校
| - 平取町立貫氣別中學校 - 平取町立豐糠中學校 | - 平取町立平取中學校 - 平取町立振內中學校 |

### 小學校
| - 平取町立貫氣別小學校 - 平取町紫雲古津小學校 - 平取町豐糠小學校 - 平取町荷負小學校 | - 平取町二風谷小學校 - 平取町振內小學校 - 平取町平取立小學校 |

### 特殊學校
- 北海道平取養護學校 （页面存档备份，存于）

## 姊妹市、友好都市

### 日本
- 南淡路市（兵庫縣）：1994年7月6日與原三原町締結友好都市，後合併南淡路市。

## 外部連結
- （日語）平取町立二風谷阿伊努文化博物館
- （日語）平取町商工會
- （日語）平取町農業協同組合 （页面存档备份，存于）
- （日語）平取町農業支援中心
- （日語）平取町國民健康保險醫院